# Szalaszegi György
Szalaszegi György 17. századi magyar evangélikus lelkész, feltételezhetően Muraszombat lelkésze és a vendvidéki evangélikusok esperese.

## Élete
Történeti források először 1593-ban említik. A Poppel-család udvari papja volt. Ugyanebből az évből egy imádságos könyve maradt fenn, amit magyarul írt. A fia Szalaszegi János szintén evangélikus lelkész és esperes volt, ő valószínűleg vendül írt.

## Műve
- Hetetszaka mindennapra megh irattatot Imádságok, kik öszvö szerzetettenek, Aunearius Ianos Doctor altal, fordeitattanak pedig magiarra... Sicz, 1593. (2. kiadás. Bártfa, 1602).